# Verano Brianza
Verano Brianza (Veràn in dialetto brianzolo e semplicemente Verano fino al 1928) è un comune italiano di 9 136 abitanti della provincia di Monza e della Brianza in Lombardia.
Il territorio del comune risulta compreso tra i 215 e i 291 metri sul livello del mare. L'escursione altimetrica complessiva risulta essere pari a 76 metri. Anche Verano Brianza rientra fra i comuni della provincia di Monza e della Brianza in cui la densità di popolazione supera quella media, già elevata, della stessa provincia.

## Storia
Verano Brianza è una località di origine romana; lo confermano ritrovamenti di tombe gallo-romane. Anche il toponimo è da far risalire all'antica Roma e precisamente al cognome di Antonio Marco Vero. In epoche successive si modificò in Veri, Verius, Verianus (Verius, nome gentilizio romano, con l'aggiunta di -anus, suffisso latino che indica appartenenza). Il Decreto Regio del 29 gennaio 1928 n.190, che recepiva la richiesta del podestà di Verano del 10 ottobre 1927, sancì l'attuale denominazione del paese, per distinguerlo dall'omonimo comune della provincia di Bolzano.
Da Verano, in epoca romana, passava la via Mediolanum-Bellasium, strada romana che metteva in comunicazione Mediolanum (Milano) con Bellasium (Bellagio).
Tra XI e XII secolo, a Verano sorgeva un castello, posto a presidio della valle del Lambro. A metà del mese di maggio 1160, il castello fu devastato da Federico I Hohenstaufen durante la guerra contro i Comuni lombardi. Il borgo di Verano fu saccheggiato nel 1221 da Ardigotto Marcellino, leader della fazione popolare milanese, nell'ambito dello scontro con i nobili all'interno del Comune di Milano. Il castello si trovò, in seguito, al centro delle lotte tra le fazioni dei Visconti e dei Della Torre. Nonostante la sconfitta della fazione popolare nella battaglia di Desio del 1277 e l'insediamento dei Visconti nel Comune di Milano, la rocca di Verano rimase di proprietà di Guido della Torre (signore di Milano dal 1302 al 1311), che la cedette con testamento ai propri discendenti.
Intorno al 1566, tre anni dopo la conclusione del Concilio di Trento, venne proposta la fondazione del Convento dei Frati Cappuccini, che ottennero l'approvazione dell'arcivescovo San Carlo Borromeo nel 1578 e l'ufficializzazione con bolla papale di Gregorio XIII nel 1582. La costruzione di questo nuovo centro religioso rientrava all'interno del progetto di Carlo Borromeo di contrasto all'eresia e di restaurazione dell'ortodossia cattolico-tridentina nell'Arcidiocesi di Milano: il Convento di Verano sarebbe nato proprio per contrastare le idee eterodosse che si erano diffuse nelle campagne e in particolare per annichilire l'influenza dell'Ordine degli Umiliati
. Nel secolo seguente, mentre imperversava la Peste del 1630, il nuovo luogo di culto, dotato di un chiostro aperto, di un pozzo coperto, di una ghiacciaia e di una chiesa, fu impiegato come punto di assistenza per i bisognosi e gli appestati.
Nell'anno 1647 don Tiberio Crivelli ottenne dal re Filippo IV di Spagna i titoli di marchese di Agliate e di signore di Verano, Rancate e Robbiate.
Nel XVIII secolo, il Convento acquisì una consistente importanza, al punto che venne costruita una biblioteca per contenere la considerevole mole di testi sacri e manoscritti medievali. Il Convento fu soppresso e confiscato dal Direttorio per mezzo del Decreto del 27 maggio 1798 (8 pratile anno VI), che introdusse nella Repubblica Cisalpina la secolarizzazione dei beni ecclesiastici. Con il ritorno degli Austriaci nel 1799 in Italia Settentrionale, il marchese Ludovico Trotti-Bentivoglio acquistò la proprietà, permettendo ai Frati Cappuccini di continuare ad abitarvi e costruendo una sontuosa villa di delizia.

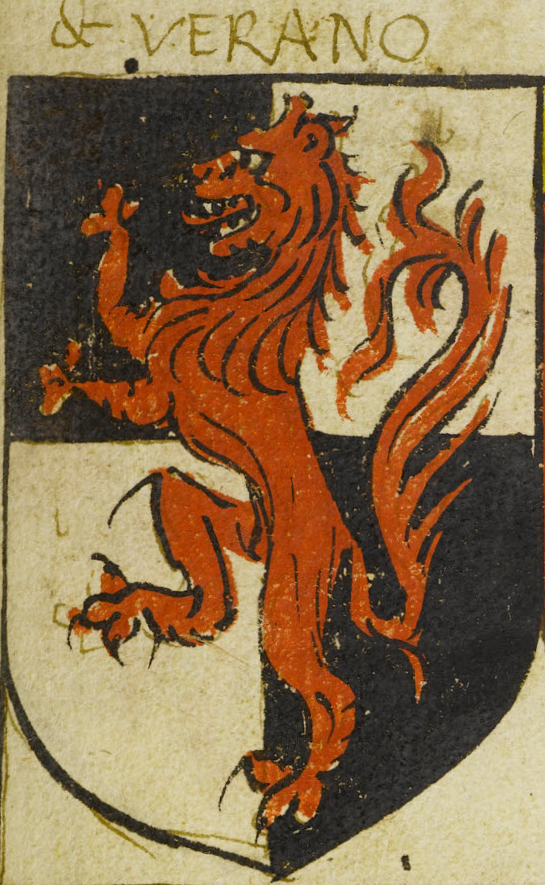
Stemma di Verano contenuto nello Stemmario Trivulziano del 1390

 A seguito della rivoluzione del 1848, gli Austriaci confiscarono la residenza a causa del coinvolgimento del conte Ludovico Trotti-Bentivoglio, nipote del marchese, nei fatti della Prima guerra d'Indipendenza. Nel 1858 l'avvocato mantovano Tullo Massarani rilevò la villa di Verano, elevandola a luogo prediletto in cui trascorrere il periodo della villeggiatura.

### Simboli
Lo stemma e il gonfalone del comune sono stati concessi con decreto del presidente della Repubblica del 30 ottobre 2008.
Il gonfalone è un drappo inquartato di bianco e di nero.
Lo stemma deriva dal blasone dell'antica famiglia lombarda dei de Verano, che ha tratto la sua denominazione e la sua origine dal territorio del comune, ed è presente a pagina 359 dello Stemmario Trivulziano.

## Società

### Evoluzione demografica
- 500 nel 1751
- 807 nel 1771
- 834 nel 1805
- annessione a Costa nel 1809
- annessione a Giussano nel 1811
- 1 282 nel 1853
- 1 433 nel 1859

Abitanti censiti

## Cultura

### Istruzione

#### Biblioteche
La biblioteca comunale di Verano Brianza fa parte del Sistema Bibliotecario Brianza Biblioteche e fu terminata a metà del 2011 dopo un lungo periodo di incertezza. È stata dedicata al biblista Mons. Enrico Galbiati che ha donato un patrimonio librario composto da 2 277 volumi.

#### Scuole
Verano possiede due scuole, primaria e secondaria di primo grado, una scuola dell'infanzia statale e una parrocchiale.

## Economia
Una delle industrie più importanti, la Core, ha cessato la propria attività da un decennio, così come la Manifattura Marzatico, due industrie caratteristiche della zona.

## Amministrazione
| Periodo | Periodo     | Primo cittadino     | Partito                                    | Carica  | Note |
| ------- | ----------- | ------------------- | ------------------------------------------ | ------- | ---- |
| 1978    | 1983        | Aldo Colciago       | Democrazia Cristiana                       | Sindaco |      |
| 1983    | 1988        | Aldo Colciago       | Democrazia Cristiana                       | Sindaco |      |
| 1988    | 1993        | Aldo Colciago       | Democrazia Cristiana                       | Sindaco |      |
| 1993    | 1997        | Alberto Tagliabue   | Lega Nord                                  | Sindaco |      |
| 1997    | 2001        | Giacomo Ballabio    | Lista civica                               | Sindaco |      |
| 2001    | 2006        | Giacomo Ballabio    | Lista civica                               | Sindaco |      |
| 2006    | 2011        | Renato Casati       | Lista civica                               | Sindaco |      |
| 2011    | 2016        | Renato Casati       | Lista civica di centro-sinistra ViviVerano | Sindaco |      |
| 2016    | 2021        | Massimiliano Chiolo | Lista civica di centro-sinistra ViviVerano | Sindaco |      |
| 2021    | "in carica" | Samuele Consonni    | Lista civica di centro-sinistra ViviVerano | Sindaco |      |

## Sport
L'Unione Sportiva Folgore Verano A.S.D., nata il 6 marzo 1951, dal 2011 è confluita mediante fusione nella società U.S. Folgore Caratese A.S.D., che attualmente disputa il campionato di Serie D.
A Verano Brianza ha sede anche la Polisportiva Veranese, militante in Seconda Categoria.
A Verano Brianza c'è anche lo Sportitalia Village un edificio di oltre 45.000 mq dove ha sede l'emittente televisiva Sportitalia sul canale 60 del digitale terrestre 

## Galleria d'immagini

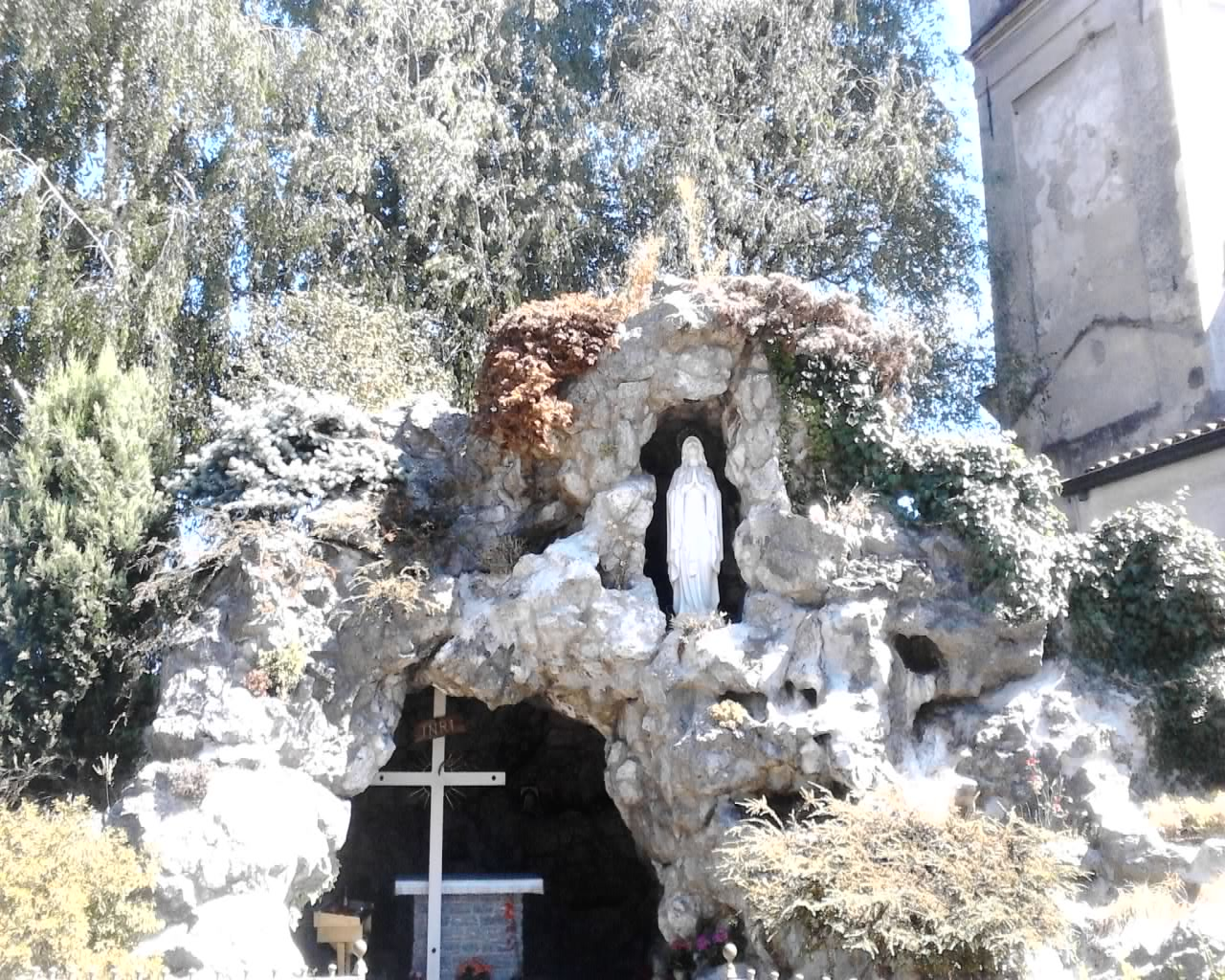
La grotta dedicata all'apparizione di Lourdes
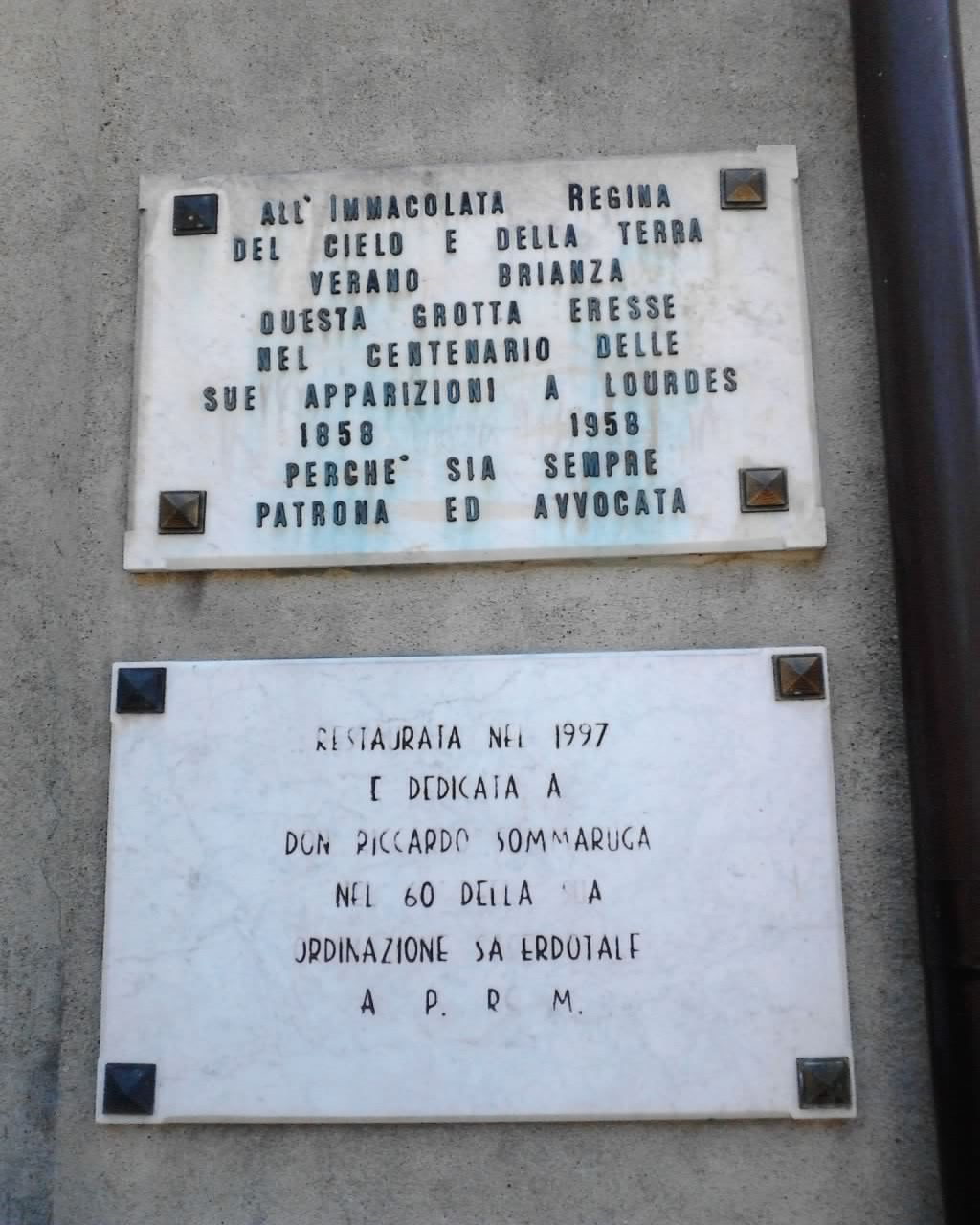
Targa in memoria alla ricorrenza dell'apparizione